# Trifeşti (Neamţ)
Trifeşti é uma comuna romena localizada no distrito de Neamţ, na região de Moldávia. A comuna possui uma área de 56.71 km² e sua população era de 5235 habitantes segundo o censo de 2007.